# Cemil Can Ali Marandi
Cemil Can Ali Marandi est un joueur d'échecs turc né le 17 janvier 1998. Grand maître international depuis 2016, il a remporté cinq championnats d'Europe de la jeunesse de 2008 à 2015.
Au 1er février 2021, il est le septième joueur turc avec un classement Elo de 2 543 points.

## Palmarès
Cemil Can Ali Marandi a remporté la médaille d'or au championnat d'Europe d'échecs de la jeunesse en 2008 (moins de 10 ans), 2010 (moins de 12 ans), 2011 (moins de 14 ans), 2014 (moins de 16 ans) et 2015 (moins de 18 ans).
Il participa à l'olympiade d'échecs de 2012 au deuxième échiquier de l'équipe B de Turquie, marquant 4,5 points en 9 parties. En 2014, il remporta la médaille d'or par équipe et la médaille d'or individuelle au troisième échiquier au championnat d'Europe par équipes de moins de 18 ans.
Il finit quinzième du championnat du monde d'échecs junior en 2013 et 2015.